# منصور السالم
منصور السالم (انگلیسی: Mansour Al-Saleem؛ زادهٔ ۱۶ مارس ۱۹۸۸) ورزشکار وزنه‌برداری اهل عربستان سعودی است.
وی در مسابقات کشوری و بین‌المللی در مجموع برندهٔ ۱ مدال طلا، ۱ مدال برنز شده‌است.